# Dois Lajeados

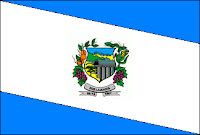
Bandera de la ciudad de Dois Lajeados, Rio Grande do Sul, Brasil.

Dois Lajeados es un municipio brasileño del estado de Río Grande del Sur.
Se encuentra ubicado a una latitud de 28º59'01" Sur y una longitud de 51º50'13" Oeste, estando a una altitud de 450 metros sobre el nivel del mar. Su población estimada para el año 2004 era de 3.227 habitantes.
Ocupa una superficie de 123,34 km².
- Datos: Q588452
- Multimedia: Dois Lajeados / Q588452